# Vladimir Bodiansky
Pour les articles homonymes, voir Bodiansky.
Vladimir Bodiansky (né le 25 mars 1894 à Kharkov et mort le 9 décembre 1966 à Paris) est un ingénieur français d'origine russe, spécialisé dans l'architecture moderne.

## Biographie
Né sur le territoire de l'actuelle Ukraine, il suit entre 1910 et 1914 à Moscou une formation d'ingénieur génie civil spécialisé dans la construction des ponts et barrages à l'Institut des Ponts et Chaussées de Moscou. Il travaille en 1914 comme ingénieur dans la construction des chemins de fer du Protectorat russe de Boukhara (Ouzbékistan), et participe notamment au projet de ligne Boukhara-Kaboul. Volontaire de l'armée impériale russe, il est promu officier de cavalerie en 1915 où il effectue une carrière de pilote d'avions. À la fin de la révolution d'Octobre 1917, il émigre en France où il s’engage dans la Légion étrangère. Il est naturalisé français en 1929.
Arrivé à Paris, il suit des études à l'École supérieure d’aéronautique et de construction mécanique de Paris, dont il sort diplômé en 1920. Il part entre 1921 et 1923 au Congo belge où il officie en tant qu'ingénieur en chef à la Compagnie des chemins de fer du Congo supérieur aux Grands Lacs. Revenu en France, il travaille comme ingénieur-dessinateur dans les bureaux d'études des usines des automobiles Renault puis dans les usines d'aviation des frères Caudron à Issy-les-Moulineaux entre 1923 et 1925, puis en tant que directeur général des Ateliers d'aviation François Villiers à Meudon entre 1925 et 1930, avec lequel il dépose trois brevets d'invention. Il ouvre ensuite son propre bureau d'études d’aviation « Avions Bodiansky » afin d’étudier des prototypes d’hydravions biplace pour le Ministère de l'Air.
Rencontrant l’architecte Marcel Lods, également passionné d’aviation, ce dernier introduit Bodiansky chez le constructeur Eugène Mopin, chargé à l’époque par l’agence Beaudouin et Lods des plans d’exécution pour la préfabrication du béton de la cité de la Muette à Drancy. Bodiansky exerce son activité en tant que chef du bureau d'études des « Procédés E. MOPIN » de mars 1933 à juillet 1937, avant d’être engagé directement dans l’agence Lods-Beaudouin, comme ingénieur salarié, jusqu'en juillet 1940, pour lesquels il assure les études de construction. Sa double formation en génie civil et en aéronautique, sa pratique de l'aérodynamisme et des matériaux ultra-légers, l'aident à assurer la réalisation des bâtiments d'avant-garde à structure métallique imaginés par les architectes. 
Réfugié dans le midi de la France pendant la Seconde Guerre mondiale, il travaille au sein du centre technique Messier de Pau pour l’Équipement scientifique de France en étudiant et réalisant des télescopes, comme celui de l’Observatoire du Pic du Midi à Bagnères-de-Bigorre dans les Hautes-Pyrénées. De septembre 1945 à avril 1946, il participe à la mission française d'architecture et d'urbanisme aux États-Unis pour le compte du gouvernement français, en compagnie de Le Corbusier, Michel Écochard, Gérald Hanning, André Sive et Pierre-André Émery (es). Dès 1945, il fonde l'Atelier des bâtisseurs, l'AtBat, avec Le Corbusier et Jacques-Louis Lefebvre, dont il assure la direction technique. C'est la première fois que Le Corbusier s'adjoint un ingénieur comme collaborateur direct permanent. La nouvelle complexité du nouveau chantier rend cette collaboration essentielle. Mais en désaccord avec le maître sur des points de vue esthétique, Bodiansky quitte l'atelier de la rue de Sèvres en 1949. Il crée en 1951 avec George Candilis, Shadrach Woods et Henri Piot le bureau africain de l'AtBat à Casablanca : il dirige plusieurs projets de construction au Maroc et dans le reste de l'Afrique.
Enseignant à l'École nationale supérieure des beaux-arts avec Robert Camelot, il participe par ailleurs régulièrement aux Congrès internationaux d'architecture moderne d'après-guerre. Il propose au CIAM IX d'Aix-en-Provence en 1953 une charte pour l'habitat.

## Principales collaborations
Avec Eugène Beaudouin et Marcel Lods
- 1931-1934 : Cité de la Muette à Drancy devenu par la suite le tristement célèbre Camp de Drancy (en partie détruite, le reste étant classé MH)[3]
- 1935-1939 : Maison du peuple et marché couvert de Clichy (Classé MH)[4]

Avec Le Corbusier
- 1946-1952 : Cité radieuse de Marseille

Avec Georges-Henri Pingusson
- 1959-1961 : construction de logements sociaux, agence ARTECA (architectes et techniciens associés)

Avec le bureau africain de l'ATBAT
- 1950-1953 : hôpital de Conakry avec Marcel Lods
- 1951 : Hôtel de ville d'Agadir avec Marcel Lods et Xavier Arsène-Henry
- 1951-1952 : immeubles "Sémiramis" et "Nids d'abeille" dans le Quartier des Carrières centrales à Casablanca avec Georges Candilis et Shadrach Woods

Autres collaborations
- 1946-1956 : Hôpital mémorial franco-américain de Saint-Lô avec l'architecte Paul Nelson
- 1947 : ingénieur-conseil pour la construction du Siège des Nations unies à New York
- 1956-1960 : ensemble d'habitations des Blagis, rue Branly à Bagneux (Hauts-de-Seine) (1600 logements pour la SCIC) avec Guillaume Gillet
- 1961-1963 : Complexe sportif national aux normes Olympiques de Phnom-Penh au Cambodge avec Vann Molyvann, architecte et Gérald Hanning, urbaniste[5]